# Keki

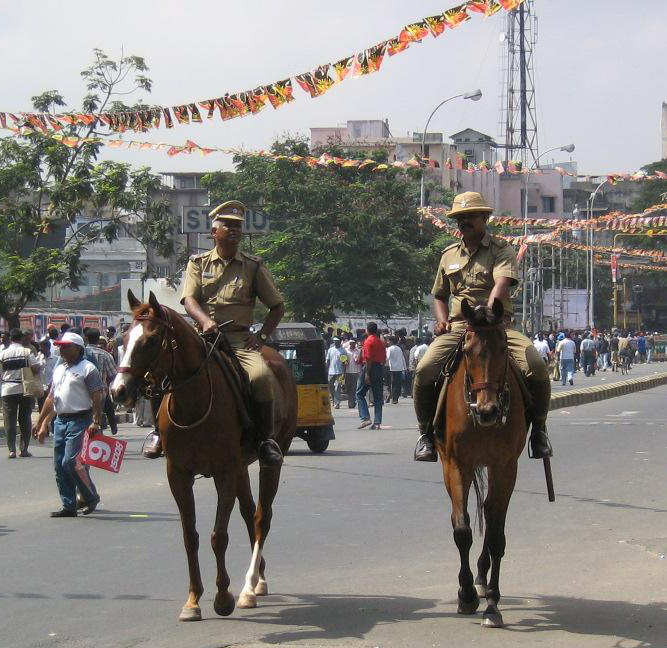
Rendőrök Indiában, khaki színű egyenruhában

A keki vagy khaki színt (ejtsd: keki, urduul khāki, am. poros; perzsául khak, am. por) elsőként a brit hadseregben használták egyenruhaként a 19. század közepén, először csak Indiában, nem hivatalos öltözetként, míg végül az egész Brit Birodalmat meghódította. A khaki szín feltalálásának története ismert, de nem bizonyított. A legenda szerint fehér anyagú ruha mosása közben tea került a mosóvízbe, amely megszínezte azt, és így a benne levő ruhát is.[forrás?] Magyarországon a khaki kifejezést gyakran tévesen használják katonai ruhák színének meghatározására. A mérsékelt övi országokban a terepszínű egyenruhák elterjedése előtt nem használtak khaki színt, mégis gyakran említik így a katonai zöld árnyalatot (angol nyelvterületen olive green).
A katonai keki feltalálójának – vagy legalábbis népszerűsítőjének – Sir Henry "Harry" Burnett Lumsdent tartják. 1846-ban azt a feladatot kapta, hogy hozzon létre egy férfiakból álló új egységet, amely Pandzsábban, a mindig aktív északnyugati határvidéken teljesít szolgálatot, ahol Brit India Afganisztánnal határos, egy vad és ködös, törzsekkel, sivatagokkal és hegyekkel tarkított területen. A keki jó álcázó képességének sikerén felbuzdulva minden brit katonát elláttak egy khaki uniformissal, amelyet a tengerentúli küldetések esetén használtak.

## Változatok
|  | Világoskeki (X11 "Khaki") (Hex: #F0E68C) (RGB: 240, 230, 140)    |
|  | Keki (HTML/CSS) (Hex: #C3B091) (RGB: 195, 176, 145)              |
|  | Sötétkeki (X11 "Dark Khaki") (Hex: #BDB76B) (RGB: 189, 183, 107) |
|  | Keki Pantone (16-0726 TC) (Hex: #A18F5E) (RGB: 161, 143, 94)     |

## Fordítás
Ez a szócikk részben vagy egészben  a   Khaki_(color) című angol Wikipédia-szócikk fordításán alapul.  Az eredeti cikk szerkesztőit annak laptörténete sorolja fel. Ez a jelzés csupán a megfogalmazás eredetét és a szerzői jogokat jelzi, nem szolgál a cikkben szereplő információk forrásmegjelöléseként.